# Iceland International 2024
Die Iceland International 2024 im Badminton fanden vom 25. bis zum 28. Januar 2024 in der TBR-Halle in Reykjavík statt.

## Sieger und Platzierte
| Disziplin    | Gold                                    | Silber                                 | Bronze                                      |
| ------------ | --------------------------------------- | -------------------------------------- | ------------------------------------------- |
| Herreneinzel | Mads Juel Møller                        | Mathias Solgaard                       | Muh Azahbru Kasra                           |
| Herreneinzel | Mads Juel Møller                        | Mathias Solgaard                       | Sanjeevi Padmanabhan Vasudevan              |
| Dameneinzel  | Milena Schnider                         | Lisa Curtin                            | Freya Redfearn                              |
| Dameneinzel  | Milena Schnider                         | Lisa Curtin                            | Aurelia Salsabila                           |
| Herrendoppel | Benjamin Illum Klindt Magnus Klinggaard | Robin Harper Harry Wakefield           | Oliver Butler Jia Bin Lee                   |
| Herrendoppel | Benjamin Illum Klindt Magnus Klinggaard | Robin Harper Harry Wakefield           | Miha Ivančič Vid Koščak                     |
| Damendoppel  | Sophia Lemming Cathrine Marie Wind      | Anne Hübscher Magda-Sabrina Lozniceriu | Mihaela Chepisheva Tsvetina Popivanova      |
| Damendoppel  | Sophia Lemming Cathrine Marie Wind      | Anne Hübscher Magda-Sabrina Lozniceriu | Sofie Moesgaard Anne Mouritsen              |
| Mixed        | Mikkel Klinggaard Naja Abildgaard       | Oleksii Titov Yevheniia Kantemyr       | Kristófer Darri Finnsson Drífa Harðardóttir |
| Mixed        | Mikkel Klinggaard Naja Abildgaard       | Oleksii Titov Yevheniia Kantemyr       | Viacheslav Yakovlev Polina Tkach            |